# Joachim Lederlein
Joachim Lederlein (* um 1550 in Nürnberg; † frühestens 1604 in Tübingen) war ein deutscher Holzschneider, der in Tübingen heimisch wurde. Seine zahlreichen Holzschnitte erschienen überwiegend in den Büchern der Buchdruckerei Gruppenbach.

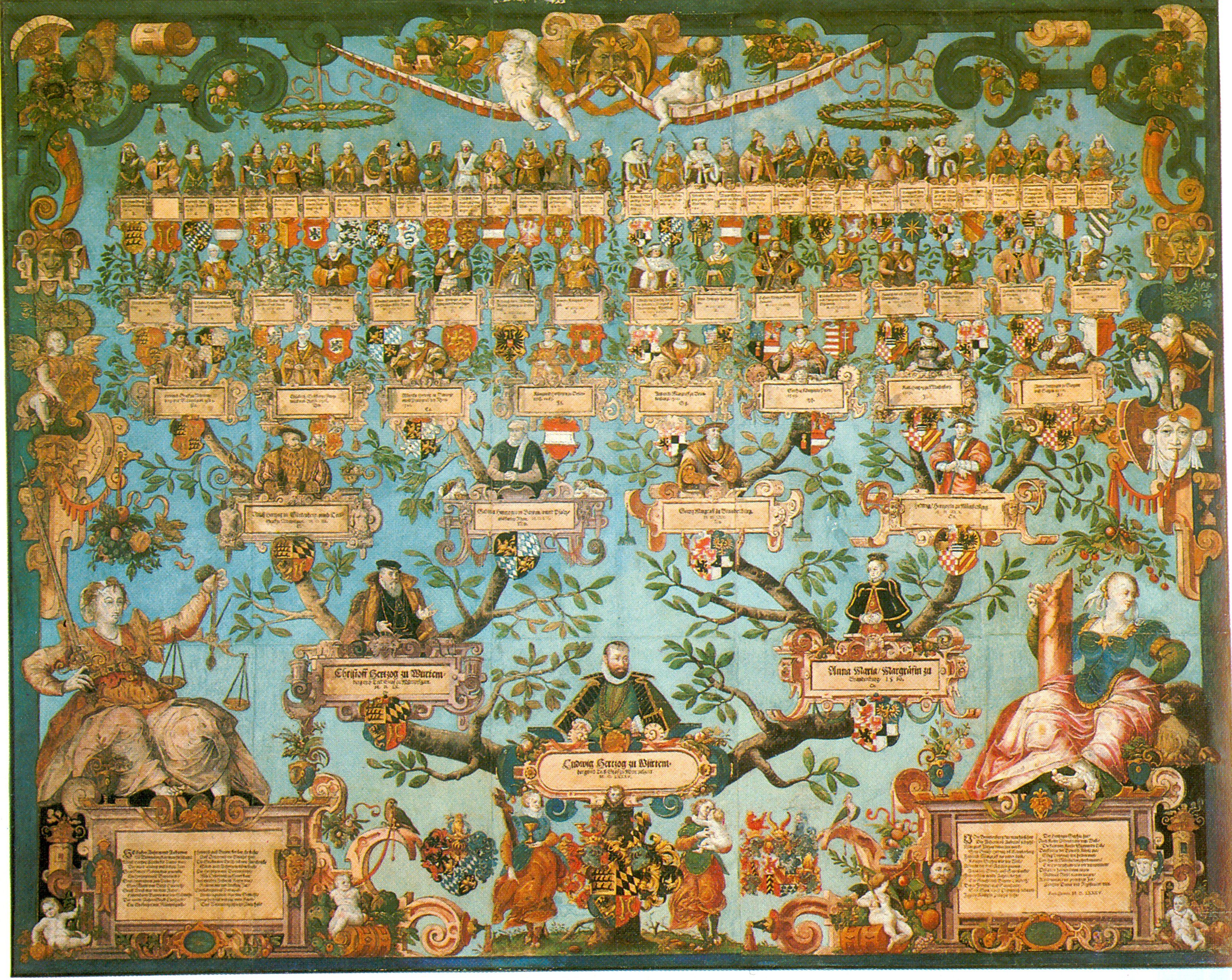
Ahnentafel von Herzog Ludwig, (kolorierter Holzschnitt von Joachim Lederlein nach Vorzeichnung von Jacob Züberlin, 1587)

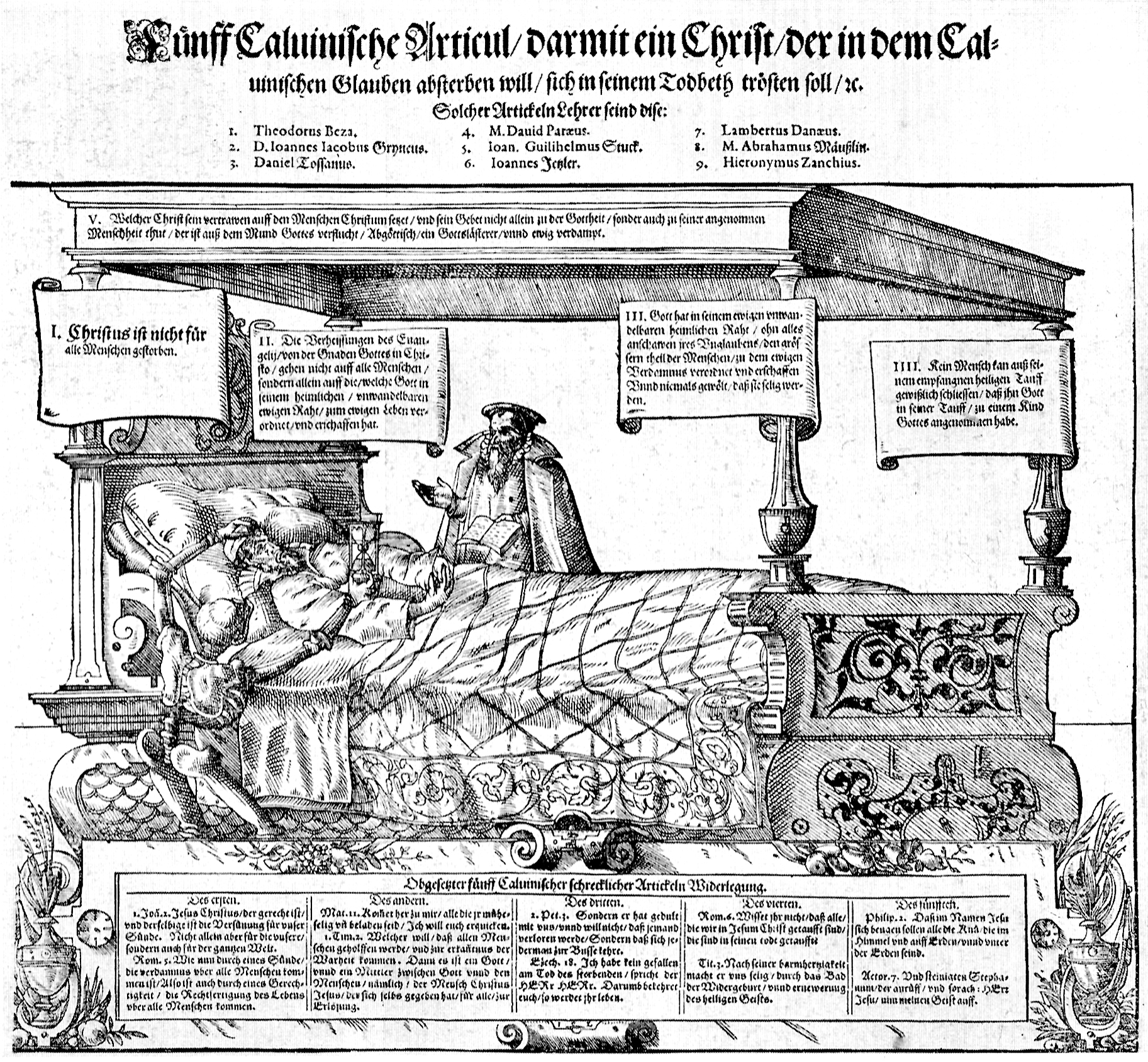
Das Zwinglische Bett (Holzschnitt von Joachim Lederlein nach Vorzeichnung von Jacob Züberlein, 1590)

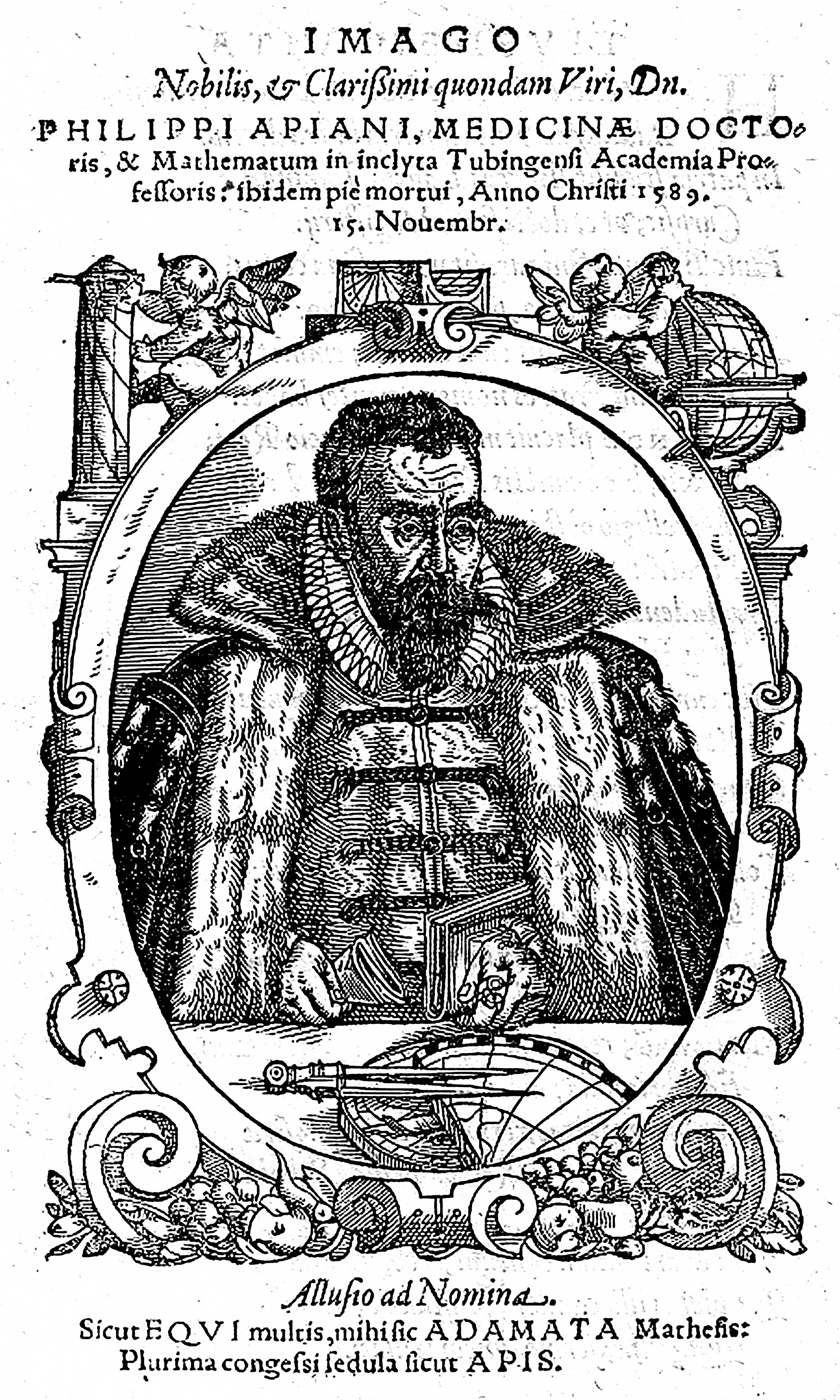
Philipp Apian (Holzschnitt aus Imagines professorum Tubingensium (1596) von Joachim Lederlein nach einem Gemälde von Hans Ulrich Alt)

## Leben
Joachim Lederlein war ein Sohn Sebastian Lederleins und Stiefsohn des Formschneiders Hermann Schuster. Er ließ sich in der ersten Hälfte der 1570er Jahre in Tübingen nieder. Offenbar erkannte er bald, dass Tübingen gute Bedingungen für seine Existenz bot; denn bereits am 24. Juli 1574 gab er sein Nürnberger Bürgerrecht auf. 1578 heiratete er die Tochter des Tübinger Buchdruckers Ulrich Morhard und im gleichen Jahr erhielt er das Bürgerrecht, indem er von der Stadt als Holzschneider immatrikuliert wurde, wobei er sich als Typograph aus Nürnberg bezeichnete. Durch die Heirat wurde Lederlein Schwager von Georg Gruppenbach, der die Druckerei von Ulrich Morhard übernahm. Auf diese Weise sicherte sich Lederlein für Jahrzehnte Aufträge für Holzschnitte aus dieser Druckerei. Er erbte in Nürnberg die Hypothek auf ein Haus, die er am 27. Juli 1598 an den Uhrmacher Hans Schuster verkaufte. Bei Immatrikulationen 1605 und 1608 nannte er sich Formschneider.
Lederlein „war der erste einigermaßen befähigte Holzschneider in Württemberg“. Für seine Holzschnitte verwendete er stets Gemälde oder zumindest Vorzeichnungen von Malern wie Jacob Züberlein, Hans Ulrich Alt, Anton Ramsler, Philipp Renlin als Grundlage, hielt sich aber nicht streng daran. Er veränderte meistens einige Kleinigkeiten, kehrte manchmal das Bild spiegelbildlich um.
Ein Sohn Lederleins, Joachim Dietrich Lederlein (* 1579), trat in die Fußstapfen des Vaters und wurde Formschneider. Er wurde 1608 als Formschneider in Tübingen immatrikuliert.

## Bekannte Arbeiten

Slowenische 1-€-Münze mit Bildnis von Primož Trubar

- 1578 Primož Trubar, Holzschnittporträt, das als Vorlage für den Revers der slowenischen 1-€-Münze verwendet wurde.
- 1587 Ahnentafel des Herzog Ludwig (nach Vorzeichnung von Jacob Züberlin; Württembergisches Landesmuseum Stuttgart)
- 1590 Das Zwinglische Bett (nach Vorzeichnung von Jacob Züberlin; Württembergisches Landesmuseum Stuttgart)
- 1591 Holzschnittporträt von Herzog Ludwig von Württemberg im Ornamentrahmen[4]
- 1593 Samuel Hayland (Mitarbeit)
- 1596 Serie von Holzschnitten für das Buch Imagines professorum Tubingensium, Tübingen 1596 [eigentlich 1598] von Erhard Cellius (nach Gemälden von Hans Ulrich Alt, Anton Ramsler, Philipp Renlin sowie noch einem unidentifizierten Maler)[5]

## Monogramm

Monogramm

Sein Monogramm war ein F über I♥L über der vierstelligen Jahreszahl.